# Sobranie
Sobranie (от русского «Собрание») — бренд сигарет, который производится табачной фирмой «Gallaher Group», дочерней компанией «Japan Tobacco». Является одной из старейших марок сигарет в мире.

## История
Табачный бизнес Balkan Sobranie был основан в Лондоне в 1879 году Альбертом Вайнбергом, чьи документы о натурализации, датированные 1886 годом, подтверждают, что он эмигрировал в Англию в 1870-х годах в то время, когда сигареты ручной работы, выполненные в восточноевропейских и русских традициях становились модными в Европе. Двоюродный брат Вайнберга Исайя Редстоун включился в бизнес и зарегистрировал торговую марку Balkan Sobranie, позже сокращённую до Sobranie. К 1910 году Вайнберг занимался производством в Лондоне по адресу Глассхаус-Стрит, 34. После его смерти Редстоун и затем его сыновья — Чарльз Коулмэн Редстоун и доктор Исидор Редстоун — продолжали владение и ведение бизнеса. В начале 1980-х годов торговые марки Sobranie были проданы «Gallaher Group», которая продолжила табачное производство. Впоследствии фирма была приобретена компанией «Japan Tobacco» в 2007 году.
На протяжении всего своего существования табачные изделия Sobranie позиционировались как воплощение роскоши в табачной промышленности, будучи официальным поставщиком табака многих европейских королевских домов и элиты по всему миру, в том числе Императорского двора Российской Империи и королевских дворов Соединённого королевства Великобритании и Ирландии, Испании, Румынии и Греции.
К премиальным брендам относятся разноцветный Sobranie Cocktail и чёрно-золотой Sobranie Black Russian, производящиеся на Украине. Марки Sobranie Cocktail, Sobranie Black Russian и Sobranie White Russian украшены русским имперским гербом в виде двуглавого орла.

## Спонсирование
Sobranie была спонсором команды «Джордан Гран-при» в 2004 и 2005 годах. Логотипы были нанесены на передние, боковые и задние крылья автомобилей. В странах, где спонсирование табака запрещено по требованиям местного законодательства, логотипы были убраны либо заменены.
Sobranie в первую очередь заменила основного табачного спонсора «Джордана», Benson & Hedges, на Гран-при США, чтобы обойти мировое соглашение Tobacco Master, поскольку пункт в соглашении подразумевалась Philip Morris USA, владельца бренда Benson & Hedges на территории Соединённых Штатов, было разрешено спонсировать команду «Penske» в американских гонках автомобилей с открытыми колёсами только под брендом Marlboro.

## Маркетинг
Сигареты Sobranie продавались в основном на территории Великобритании до введения простой табачной упаковки, а также продавались или до сих пор продаются в Германии, Франции, Швейцарии, Румынии, Греции, Польше, Болгарии, Беларуси, Украине, России, Хорватии, Сербии, Черногории, Северной Македонии, Боснии и Герцеговине, Грузии, Армении, Азербайджане, Казахстане, Индии, Малайзии, Сингапуре, Китае, Тайване и Японии наряду со множеством магазинов беспошлинной торговли в аэропортах.